# Christian Wagner (Filmregisseur)
Christian Adam Wagner (* 26. September 1959 in Immenstadt im Allgäu) ist ein deutscher Filmregisseur und Drehbuchautor. Er unterrichtet als Professor an der Filmakademie Baden-Württemberg Spielfilm, Development und Schauspiel. 

## Leben
Wagner studierte ab 1981 Neuere Deutsche Literatur, Theaterwissenschaften und Psychologie in München und drehte nebenbei seine ersten Langfilme. Mit Nico Hofmann, Jan Schütte, Werner Penzel, Nico Humbert, Donatello Dubini, Fosco Dubini und anderen gründete er 1985 die unabhängige Verleihkooperative „Der andere Blick“.
Für seinen Kinofilm Wallers letzter Gang, der die Geschichte eines Streckengehers (dargestellt von Rolf Illig) der Bahn erzählt, dessen Linie stillgelegt wird, erhielt Wagner 1988 den Bayerischen Filmpreis, den Preis der deutschen Filmkritik, den Deutschen Filmpreis in Filmband in Silber sowie eine Felix-Nominierung.
Sein zweiter großer Kinofilm Transatlantis lief als deutscher Beitrag im Wettbewerb der Berlinale 1995. Der Kurzfilm Zita – ein kurzer Film über die Trägheit wurde auf dem Torino Film Festival in Turin mit dem Spezialpreis der Jury ausgezeichnet.
Für den Fernsehfilm Ghettokids – Brüder ohne Heimat erhielt Wagner den Goldenen Gong 2002 und wurde für den Adolf-Grimme-Preis 2003 nominiert.
2004 wurde Christian Wagner zum Professor an die Filmakademie Baden-Württemberg berufen.
Sein dritter Kinospielfilm Stille Sehnsucht – Warchild, der zweite Teil von Wagners „Balkan Blues Trilogy“, hatte seine Weltpremiere auf dem World Film Festival in Montréal im August 2006 und erhielt dort den Preis für das beste Drehbuch. Der Film wurde bei der Verleihung des Bayerischen Filmpreises 2006 mit einem Spezialpreis der Jury ausgezeichnet.
2009 drehte er für die ARD den TV-Film Hopfensommer. Im Herbst 2013 folgte wiederum für die ARD Das Ende der Geduld. Die Uraufführung fand beim Filmfest München 2014 statt, die internationale Premiere wiederum beim World Film Festival. 
Wagner ist Mitglied bei der Europäischen Filmakademie EFA und bei der Deutschen Filmakademie.

## Filmografie (Auswahl)
- 1981: Der Prophetor (Super-8-Film; Regie, Drehbuch, Produktion)
- 1984: Eingeschlossen frei zu sein (16 mm; Regie, Drehbuch, Produktion, Schnitt)
- 1986: WAAhnsinn – Der Wackersdorf-Film (Regie, Produktion)
- 1988: Wallers letzter Gang (Regie, Produktion, Drehbuch)
- 1990: Zug (TV; Regie)
- 1994: Transatlantis (Regie, Produktion, Drehbuch)
- 1995: Zweiunddreißig Richtungen der Windrose: The Making of Transatlantis (Mitwirkung)
- 1998: Zita – ein kurzer Film über die Trägheit (Kurzfilm für das Episodenfilmprojekt Die sieben Todsünden)
- 2000: Zehn wahnsinnige Tage (TV; Regie)
- 2002: Ghettokids – Brüder ohne Heimat (TV; Regie)
- 2004/2006: Stille Sehnsucht – Warchild / Warchild – Die Vermissten (Regie, Produktion)
- 2007: Die Flucht der Frauen (TV; Regie)
- 2011: Hopfensommer (TV; Regie)
- 2014: Das Ende der Geduld
- 2020: Null Komma Null, Beitrag zum Episodenfilm "Fassbinder zum 75.", Fassbindertage e. V. (Regie, Produktion)